# Chilco Lake Indian Reserve 1A
Chilco Lake Indian Reserve 1A är ett reservat i Kanada.   Det ligger i provinsen British Columbia, i den sydvästra delen av landet, 3 600 km väster om huvudstaden Ottawa.
I omgivningarna runt Chilco Lake Indian Reserve 1A växer i huvudsak barrskog. Trakten runt Chilco Lake Indian Reserve 1A är nära nog obefolkad, med mindre än två invånare per kvadratkilometer.